# Bangalow

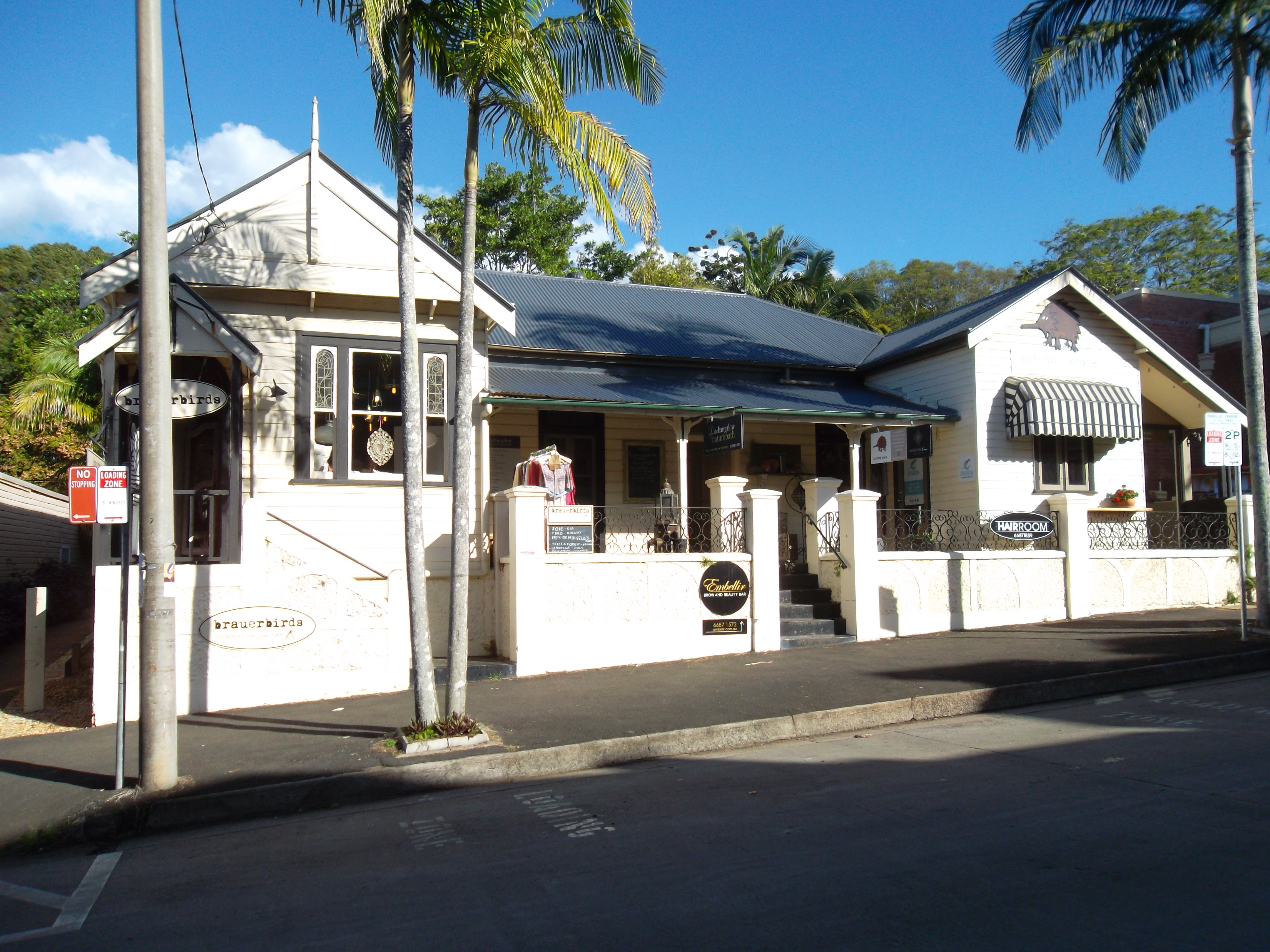
Sklep w Bangalow

Bangalow – miasto w Australii, w stanie Nowa Południowa Walia.